# Maud Adams
Maud Adams (Maud Solveig Christina Wikström: Luleå, Suecia, 12 de febrero de 1945) es una actriz y modelo sueca famosa por ser la única actriz que participó en tres filmes de la saga de 007 (exceptuando las actrices que hicieron el papel de Moneypenny y a la actriz Judi Dench, la M de los últimos filmes).

## Apariciones en filmes de 007
- The Man with the Golden Gun (1974)

En este filme, Adams hace el papel de la Bond Girl llamada Andrea Anders.
- Octopussy (1983)

Aquí hace el papel-título de Octopussy, interpretando una chica Bond traficante de joyas que posteriormente se transforma en aliada.
- A View to a Kill (1985)

En su última aparición en la serie, Adams apenas aparece como una extra: pescadora de cangrejos en San Francisco. Este papel lo hizo a petición de Roger Moore, con quien ya había actuado en los otros dos filmes. Su participación no está acreditada en el filme.

## Otros filmes
- The Boys in the Band (1970) como modelo
- The Christian Licorice Store (1971) como Cynthia
- Mahoney's Last Stand (1972) como Miriam
- U-Turn (1973) como Paula/Tracy
- Rollerball (1975) como Ella
- Killer Force (1976) como Clare
- Merciless Man (1976) como Marta Mayer
- Laura (1979) como Sarah
- Tattoo (1981) como Maddy
- Jugando con la muerte (1982) como Carmen
- Hell Hunters (1986) como Amanda
- The Women's Club (1987) como Angie
- Jane and the Lost City (1987) como Lola Pagola
- Angel III: The Final Chapter (1988) como Nadine
- The Mysterious Death of Nina Chereau (1988) como Ariel Dubois
- Deadly Intent (1988) como Elise Marlowe
- Soda Cracker (1989) como Crystal Tarver
- Pasión de hombre (1989) como Susana
- The Favorite (1989) como Sineperver
- Initiation: Silent Night, Deadly Night 4 (1990) como Fima
- Ringer (1996) como Leslie Polokoff
- The Seekers (2008) como Ella Swanson